# Himmelsjön
Himmelsjön är en sjö i Sundsvalls kommun i Medelpad och ingår i Indalsälvens huvudavrinningsområde. Sjön har en area på 0,637 kvadratkilometer och ligger 275,3 meter över havet.

## Delavrinningsområde
Himmelsjön ingår i det delavrinningsområde (694941-155653) som SMHI kallar för Mynnar i Indalsälvens vattendragsyta. Medelhöjden är 289 meter över havet och ytan är 10,52 kvadratkilometer. Det finns inga avrinningsområden uppströms utan avrinningsområdet är högsta punkten. Nilsbölebäcken som avvattnar avrinningsområdet har biflödesordning 2, vilket innebär att vattnet flödar genom totalt 2 vattendrag innan det når havet efter 40 kilometer. Avrinningsområdet består mestadels av skog (81 procent). Avrinningsområdet har 0,86 kvadratkilometer vattenytor vilket ger det en sjöprocent på 8,2 procent.